# هزره اوبا (خاچماز)
هزره اوبا (به لاتین: Həzrəoba) یک منطقه مسکونی در جمهوری آذربایجان است که در شهرستان خاچماز واقع شده‌است.